# Pénélope (Bourdelle)

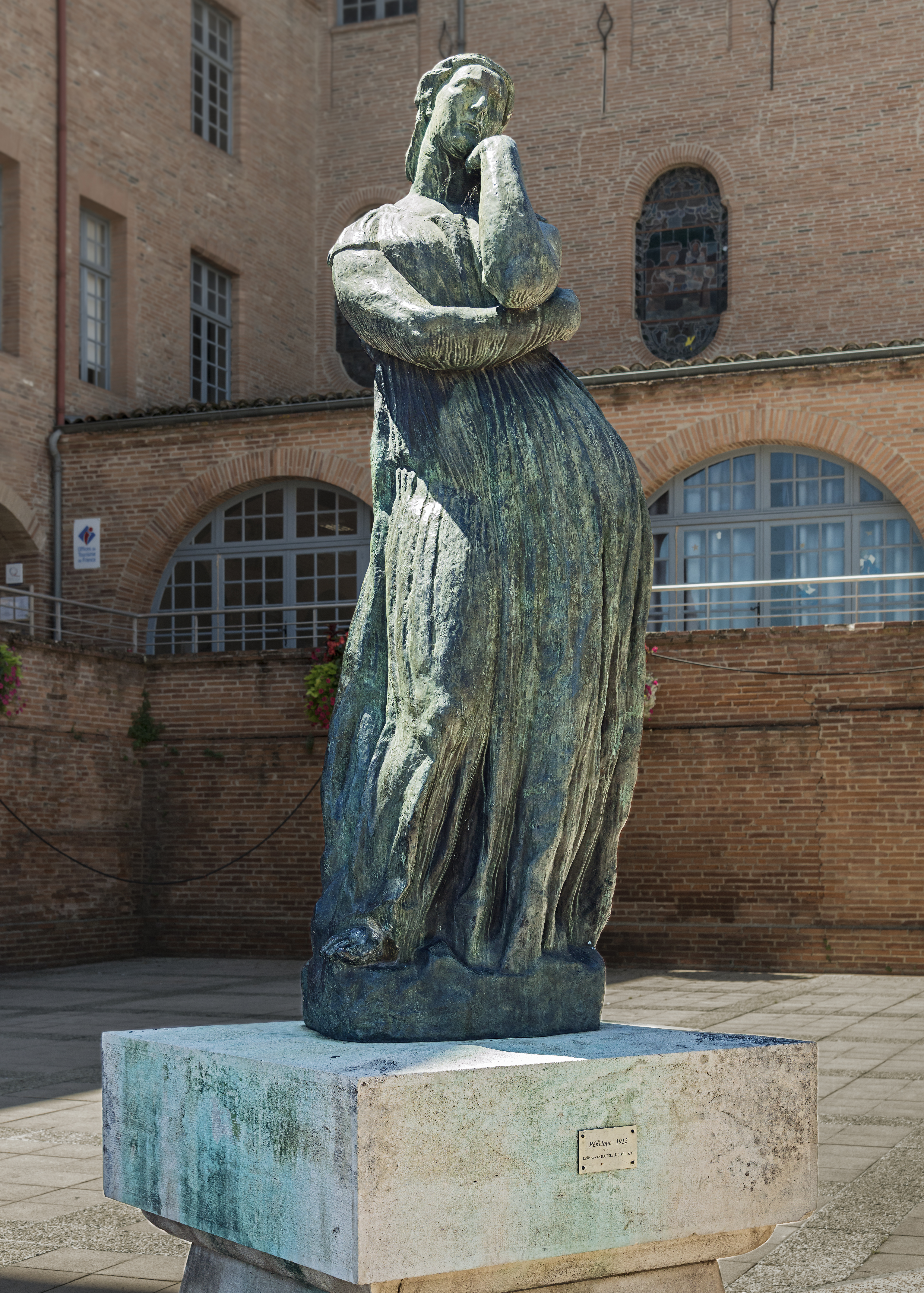
Pénélope (Montauban)

Pénélope (ook La grande Pénélope) is een beeldhouwwerk van de Franse beeldhouwer Émile-Antoine Bourdelle (1861-1929). Het werd gemaakt tussen 1905 en 1912.

## Beschrijving
Het beeld stelt Penelope voor, de koningin van Ithaka, terwijl ze wacht op de terugkeer van haar man Odysseus.
De plooien in het kleed van Penelope geven het beeld aan de basis het uitzicht van een gegroefde zuil. Penelope lijkt weg te dromen, terwijl ze haar hoofd ondersteunt met een arm. Deze blik maakt het verwant aan een ander werk van Bourdelle dat een andere vrouwelijke figuur uit de Griekse Oudheid voorstelt, Sapho. In het gezicht van Penelope wordt Bourdelles eerste vrouw Stéphanie van Parys herkend, terwijl haar houding doet denken aan Bourdelles werk Sevastos en extase devant les divins hindous, dat zijn tweede vrouw Cléopâtre Sevastos voorstelt.
In de periode dat Bourdelle het beeld maakte (1905-1912), kwam hij los van de invloed van zijn leermeester Auguste Rodin en zocht hij naar een vereenvoudiging van vormen. Bourdelle maakte eerst een kleine versie van het beeld (42,5 cm) en vervolgens de definitieve, grote versie van 2,4 meter hoog.

## Afgietsels
Verschillende afgietsels van het beeld zijn tentoongesteld:
- Musée Bourdelle (Parijs)
- Esplanade des Fontaines / Allée de l'Empereur (Montauban)
- Kröller-Müller Museum
- Billy Rose Art Garden (Jeruzalem)
- Matsuoka Museum of Art (Tokio)
- Trammell Crow Center Sculpture Garden (Dallas)
- Honolulu Museum of Art

## Galerij

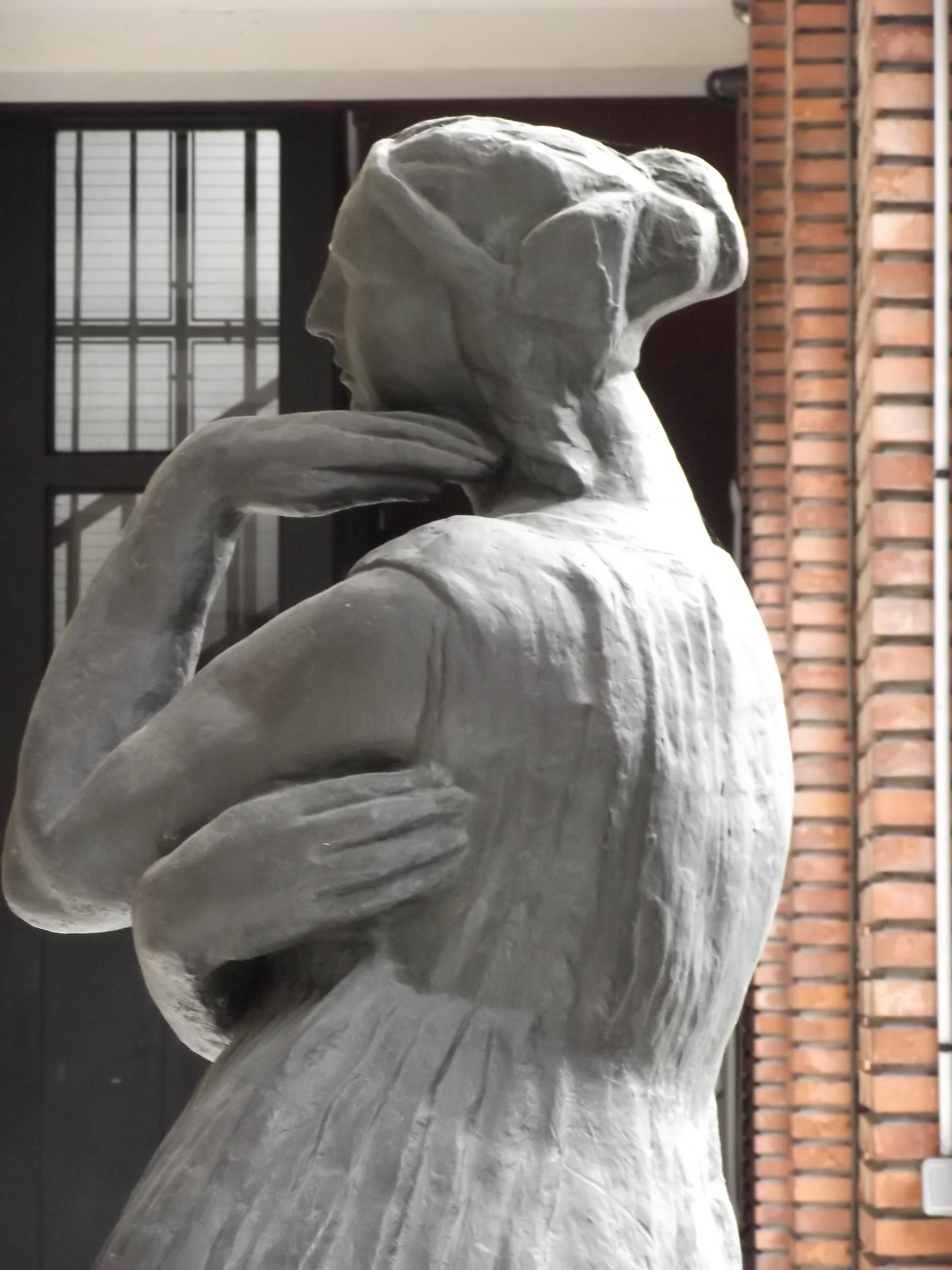
Pénélope (Musée Bourdelle)
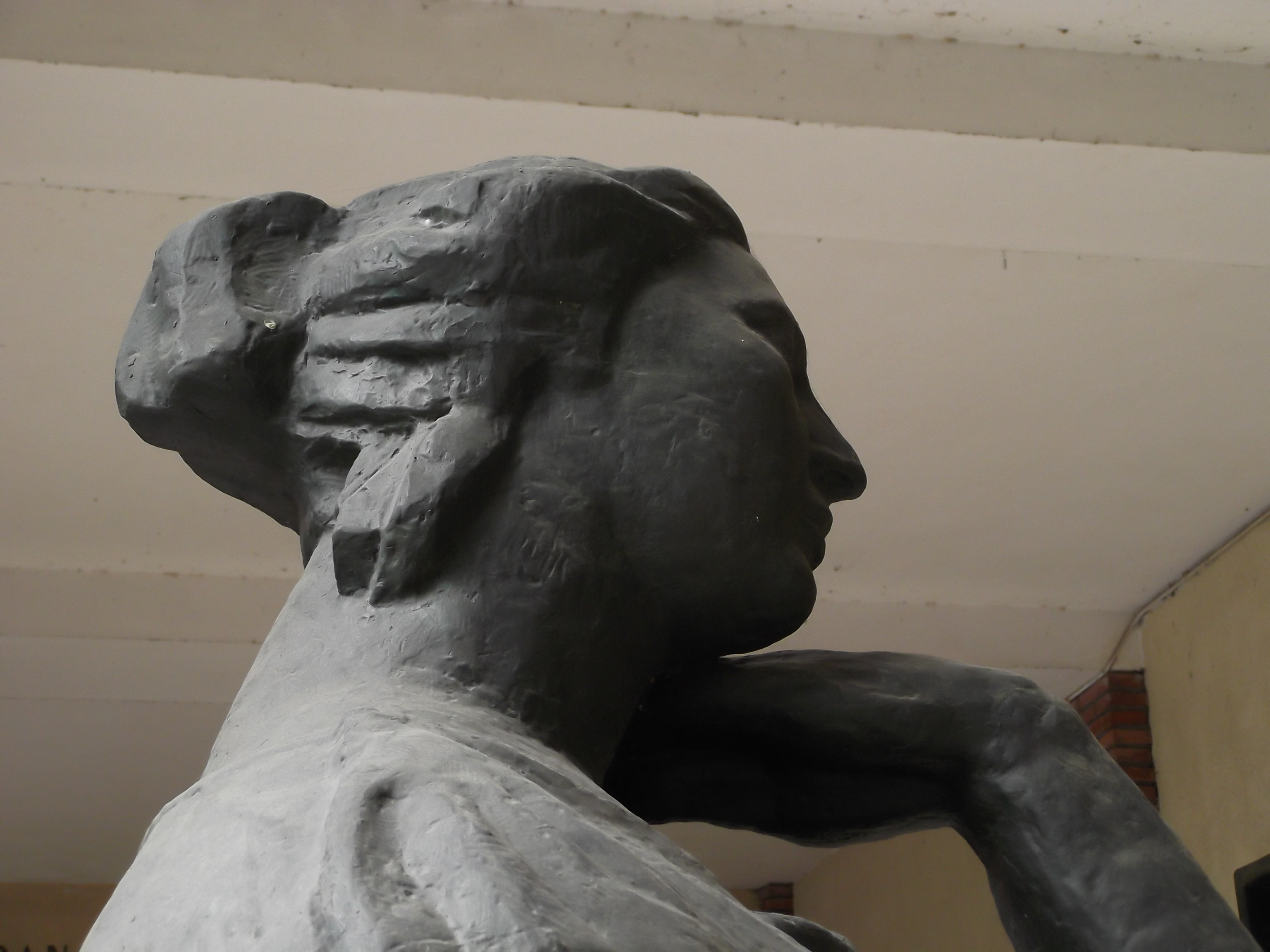
Detail
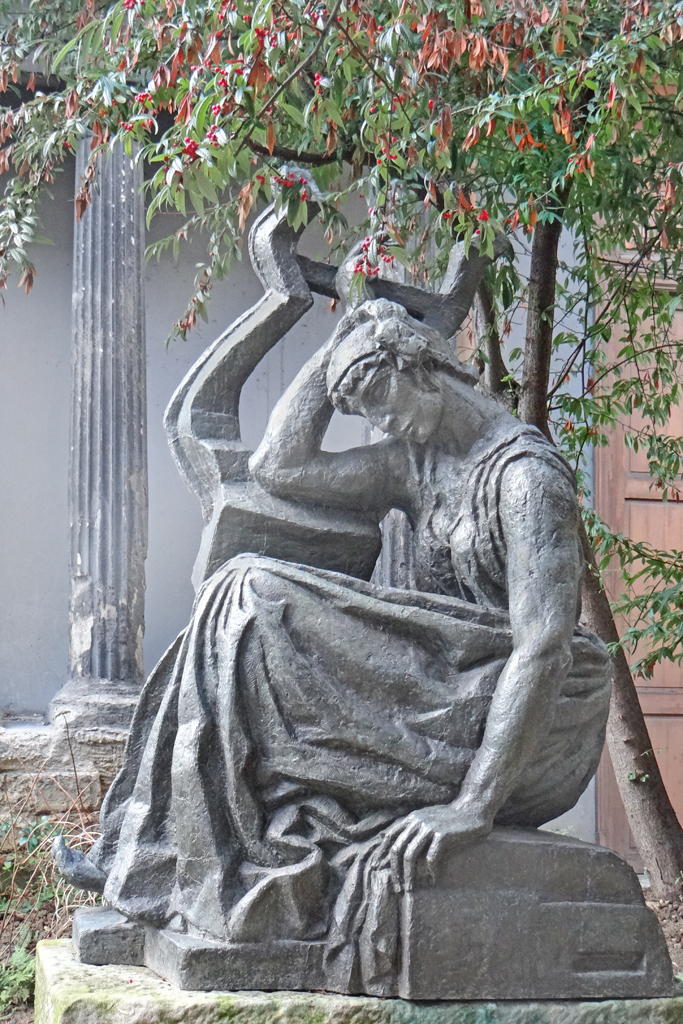
Sapho (Musée Bourdelle)
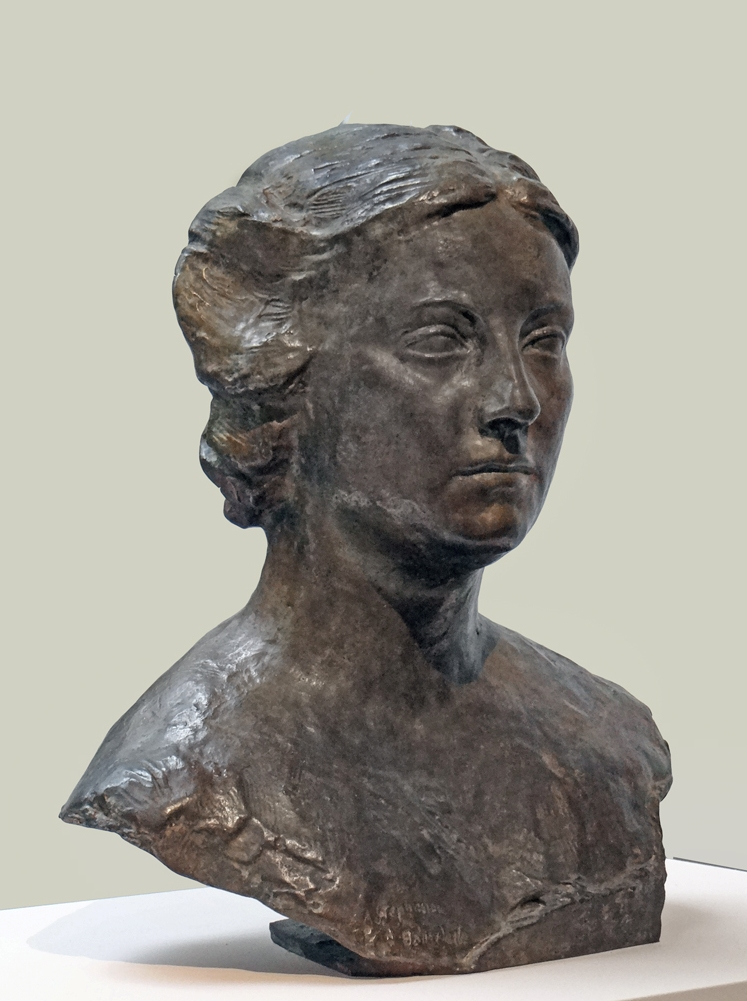
Buste van Stéphanie van Parys (Musée Bourdelle)